# Powłocznica czerwonawa

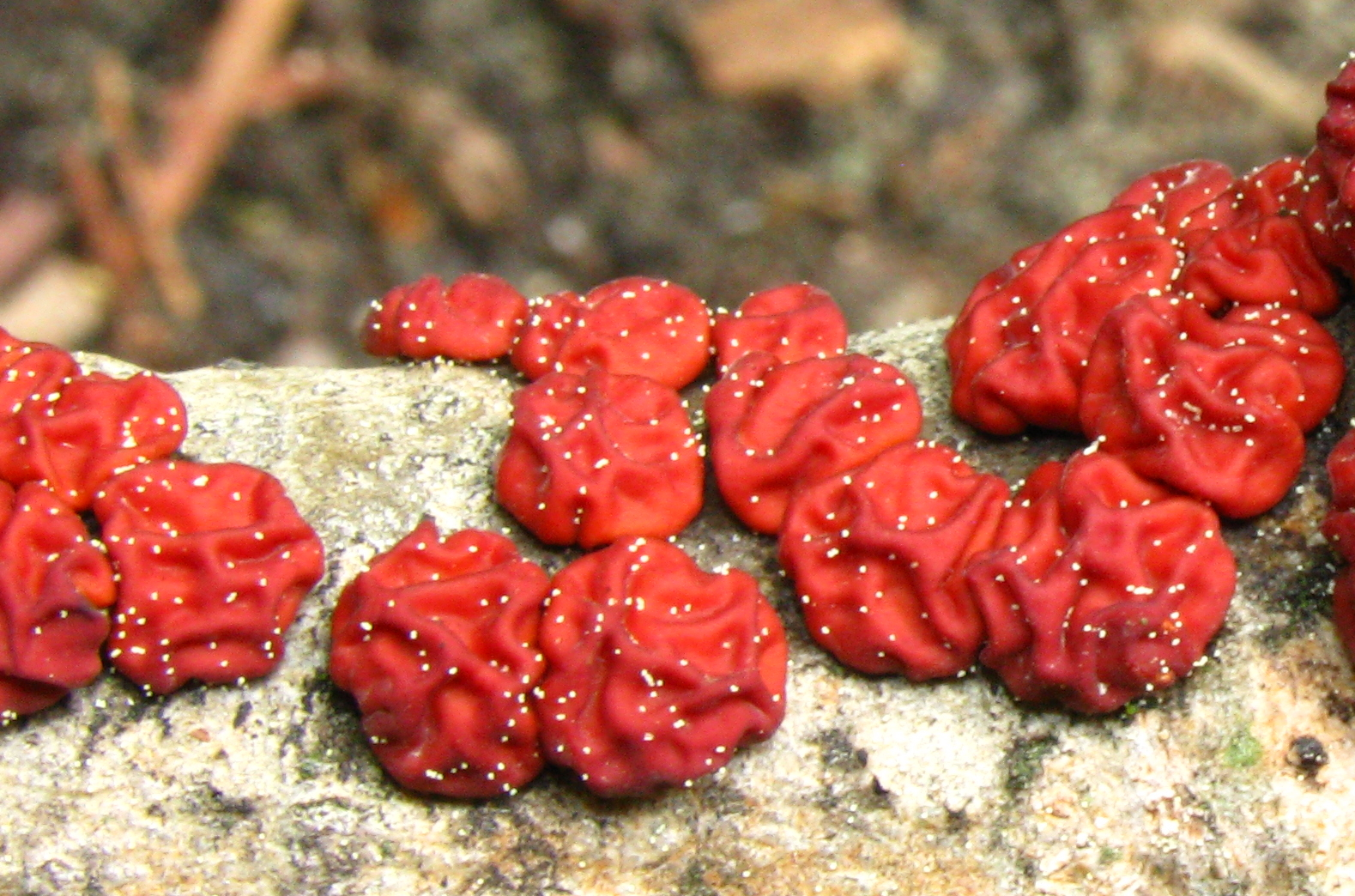

Powłocznica czerwonawa (Peniophora rufa (Fr.) Boidin) – gatunek grzybów z rodziny powłocznicowatych (Peniophoraceae).

## Systematyka i nazewnictwo
Pozycja w klasyfikacji według Index Fungorum: Peniophora, Peniophoraceae, Russulales, Incertae sedis, Agaricomycetes, Agaricomycotina, Basidiomycota, Fungi.
Po raz pierwszy opisał go w 1828 r. Elias Fries, nadając mu nazwę Thelephora rufa. Obecną, uznaną przez Index Fungorum nazwę nadał mu w 1958 r. Jacques Boidin.
Synonimy.:
- Cryptochaete rufa (Fr.) P. Karst. 1889
- Hymenochaete rufa (Fr.) Jacz. 1913
- Sterellum rufum (Fr.) J. Erikss. 1958
- Stereum rufum (Fr.) Fr. 1838
- Thelephora rufa Fr.1828
- Xerocarpus rufus (Fr.) P. Karst. 1882[2].

Polską nazwę zaproponował Władysław Wojewoda w 2003 r.

## Morfologia
Owocnik
Rozpostarty, ściśle przylegający do podłoża, o okrągłym lub zbliżonym do okrągłego kształcie i średnicy 3–10 mm. Powierzchnia brodawkowata i nieregularnie bulwiasta, czerwona do czerwonawo-brązowej, w stanie dojrzałym białawo oprószona. Brzeg w większości przypadków niezróżnicowany, czasami białawy. Konsystencja jędrna, po wysuszeniu twarda.
Cechy mikroskopowe
System strzępkowy monomityczny, wszystkie strzępki ze sprzążkami, gęsto rozgałęzione i splecione, te przy podłożu o szerokości 3–4 µm, brązowe i nie pęczniejące w KOH. Strzępki z głównej części owocnika szkliste, pęczniejące mniej więcej do szerokości 5–8 µm lub nawet więcej, często z ziarnistą warstwą kryształów na powierzchni. Strzępki hymenium o szerokości 2–3 µm, cienkościenne, nie pęczniejące. Cystydy dwojakiego rodzaju:
- liczne małe, wierzchołkowo inkrustowane. Część inkrustowana 10–12 × 5–6 µm, część podstawna cienkościenna
- sulfocystydy różnej wielkości, na ogół duże, osiągające długość 200 µm i szerokość 20–25 µm, z ciarnistą cytoplamą, o grubych galaretowatych ściankach i często z zewnętrzną warstwą ziarnistych kryształów. Występują także większe cystydy wyrastające jako pseudocystydy z warstwy subikulum Wraz z pogrubieniem subhymenium pojawiają się mniejsze sulfocystydy o cieńszych ścianach. Wszystkie sulfocystydy wykazują silną reakcję aldehydową[4].

Podstawki maczugowate, 40–50 × 5–6 µm, z 4 sterygmami i sprzążką bazalną. Ich część bazalna jest przedłużona i spleciona, co utrudnia obserwację pojedynczych całych podstawek. Zarodniki w przybliżeniu kiełbaskowate, 7–9 × 2,5–3 µm, w masie bladoczerwone.

## Występowanie
Powłocznica czerwonawa występuje w Ameryce Północnej, Europie i Azji. W Polsce W. Wojewoda w 2003 r. przytoczył tylko dwa stanowiska, obydwa w Międzyrzeczu Podlaskim i obydwa już historyczne. Jedno z nich podał Giacomo Bresàdola w 1903 r., drugie Bogumir Eichler w 1904 r. (jako Stereum rufum). Według W. Wojewody rozprzestrzenienie tego gatunku i stopień jego zagrożenia w Polsce nie są znane. Bardziej aktualne stanowiska podaje internetowy atlas grzybów. Zaliczona w nim jest do gatunków zagrożonych i wartych objęcia ochroną.
Nadrzewny grzyb saprotroficzny. Występuje na gałęziach topoli osiki.